# Michal Bílek
Michal Bílek (ur. 13 kwietnia 1965 w Pradze) – piłkarz pierwszoligowych czeskich klubów, później trener.

## Kariera piłkarska
W reprezentacji Czechosłowacji (później Czech) wystąpił w 35 meczach, strzelił 11 bramek. Debiutował w meczu z Polską w Bratysławie, wygranym przez Czechosłowaków 3:1, strzelił w tym meczu ostatnią bramkę. W roku 1990 uczestniczył razem z reprezentacją na Mistrzostwach Świata we Włoszech. 

## Kariera trenerska
Karierę trenerską rozpoczął od razu po zakończeniu piłkarskiej w klubie FK Teplice. Następnie miał krótki epizod w klubie z Kostaryki. W 2002 objął kadrę Czech do lat 19. W latach 2006–2008 rowadził pierwszoligowy czeski klub, Spartę Praga. 20 października 2009 został mianowany selekcjonerem piłkarskiej reprezentacji Czech. 10 września 2013 roku po przegranym meczu z 1:2 z Włochami w eliminacjach do Mistrzostw świata w Brazylii podał się do dymisji. W 2019 roku objął kadrę Kazachstanu.